# Вилапуцу
Вилапуцу (итал. Villaputzu) је насеље у Италији у округу Каљари, региону Сардинија.
Према процени из 2011. у насељу је живело 3737 становника. Насеље се налази на надморској висини од 16 м.

## Становништво
| 1931. | 1936. | 1951. | 1961. | 1971. | 1981. | 1991. | 2001. | 2011. |
| ----- | ----- | ----- | ----- | ----- | ----- | ----- | ----- | ----- |
| 3.056 | 3.190 | 3.851 | 4.754 | 4.622 | 4.885 | 5.048 | 4.831 | 4.836 |